# Comuna Lapoș, Prahova
Lapoș este o comună în județul Prahova, Muntenia, România, formată din satele Glod, Lapoș (reședința), Lăpoșel și Pietricica.

## Așezare geografică
Comuna este situată în partea de est a județului Prahova, la limita cu județul Buzău, la izvoarele râului Cricovul Sărat și ale Nișcovului. Este deservită de șoseaua județeană DJ235, care o leagă spre vest de Sângeru.

## Demografie
Componența etnică a comunei Lapoș
     Români (92,47%)
     Alte etnii (0%)
     Necunoscută (7,53%)
Componența confesională a comunei Lapoș
     Ortodocși (85,76%)
     Alte religii (0,31%)
     Necunoscută (13,94%)
Conform recensământului efectuat în 2021, populația comunei Lapoș se ridică la 983 de locuitori, în scădere față de recensământul anterior din 2011, când fuseseră înregistrați 1.229 de locuitori. Majoritatea locuitorilor sunt români (92,47%), iar pentru 7,53% nu se cunoaște apartenența etnică. Din punct de vedere confesional, majoritatea locuitorilor sunt ortodocși (85,76%), iar pentru 13,94% nu se cunoaște apartenența confesională.

## Politică și administrație
Comuna Lapoș este administrată de un primar și un consiliu local compus din 9 consilieri. Primarul, Viorel Barbu[*], de la Partidul Social Democrat, este în funcție din 1 noiembrie 2024. Începând cu alegerile locale din 2024, consiliul local are următoarea componență pe partide politice:
|  | Partid                          | Consilieri | Componența Consiliului | Componența Consiliului | Componența Consiliului | Componența Consiliului |
|  | ------------------------------- | ---------- | ---------------------- | ---------------------- | ---------------------- | ---------------------- |
|  | Partidul Social Democrat        | 4          |                        |                        |                        |                        |
|  | Forța Dreptei                   | 2          |                        |                        |                        |                        |
|  | Alianța pentru Unirea Românilor | 2          |                        |                        |                        |                        |
|  | Partidul Național Liberal       | 1          |                        |                        |                        |                        |

## Istorie
Regiunea dintre localitățile Bucov și Chiojdeanca a făcut parte din județul Săcuieni, unitate administrativă desființată în anul 1845. Potrivit lui Iorgu Iordan, denumirea de „Lapoș” provine din maghiarul „lápos” (pronunțat lapoș) care înseamnă „mocirlos”.
Descoperirile arheologice atestă pe aceste meleaguri urme de civilizație încă din paleoliticul superior (situl din Poiana Roman), aceasta făcând din Lapoș cea mai veche așezare omenească din județul Prahova.
Trecând vremea, în secolul al XIII-lea, în codrii din aceste părți încep să se stabilească călugări. Astfel aducem la cunoștință existența schitului Doroftei, unde existau chili din piatră. Acest schit a dispărut, nemaipăstrându-se urme, dar localnicii susțin faptul că acest Sfânt Părinte (Doroftei) este întemeietorul comunei. Singurul lucru ce se păstrează până în zilele noastre este o curce ridicată în amintirea părintelui, cu înscrisuri în chirilică.
Se spune că în jurul acestui schit au început să se stabilească români din Transilvania, care cereau adăpost călugărilor, astfel formându-se un mic cătun.
Lapoșul este însă atestat documentar mult mai târziu, în anul 1607.
Însă pe aceste meleaguri își avea grădinile și livezile Doamna Neaga, fiica lui Vlaicu Tatrul, Clucerul din Cislău, și soția lui Mihnea Turcitul, domn al Țării Românești între anii 1577-1583, 1585-1591.
Doamna Neaga era stăpâna comunelor Rusovat, Cislău, Lapoș, Tisău, Grăjdana, Sarate, Valea Scheilor.
Prin faptul că oamenii comunei Lapoș au dat numele ei la numeroase locuri (Biserica Doamnei Neaga, puțul Doamnei Neaga, Poiana Doamnei Neaga, zidul Doamnei Neaga) arată că aceștia îi purtau respect vrând să păstreze vie amintirea și legenda sa.
În anul 1591, soțul ei, Mihnea, trece de partea turcilor („se turcește”). Doamna Neaga nevrând să îl urmeze pe această cale, știind să prețuiască posibilitățile sale și poziția sa, dedicându-se facerii de bine (având un caracter total opus soțului ei), se retrage în părțile Lapoșului, aici simțindu-se în siguranță.
Și legendele locale susțin că Doamna Neaga ar fi construit aici o cetate unde se retrăgea în caz de pericol. Când amenințarea s-a ivit și în aceste locuri, se spune că ar fi potcovit un cal așezându-i potcoavele invers pentru a-i deruta pe urmăritori, și astfel și-ar fi pierdut urma, având timp să găsească ajutor.
Cele două fete ale Doamnei Neaga, Ileana și Cristina, pentru a-și salva onoarea și puritatea, în momente de disperare, după ce fugiseră împreună cu Doamna Neaga din București din cauza turcilor, în drumul lor către mânăstirea Buda (ctitoria lor de familie) s-au adăpostit la conacul lor din Lapoș, iar aici ajunse de urmăritori, s-au aruncat într-o fântână, sub ochii mamei lor. Acest puț se află în apropierea unor ruine ce poartă denumirea de „Zidul Doamnei Neaga”.
În 1838, comuna făcea parte din plaiul Buzău și avea 283 de gospodării și 911 locuitori.
La sfârșitul secolului al XIX-lea, comuna făcea parte din plaiul Buzău al județului Buzău și era formată din satele Pietricica, Lapoș, Lăpoșel și Valea Unghiului, având 1210 locuitori; o școală în cătunul de reședință, frecventată de 37 de elevi; și trei biserici. Satul Glod făcea pe atunci parte din comuna Tisău, În perioada interbelică, comunei i s-a arondat cătunul Glod, împreună cu satele Buda și Crăciunești, comuna având în total atunci 2387 de locuitori.
În 1950 a trecut la raionul Mizil al regiunii Buzău și apoi, din 1952, al regiunii Ploiești. În 1968, la reorganizarea administrativă, comuna a trecut la județul Prahova, satele Buda și Crăciunești fiind comasate și localitatea rezultată arondată comunei Cislău.

## Monumente istorice
În comuna Lapoș se află biserica de lemn „Sfântul Gheorghe” (1823), monument istoric de arhitectură de interes național, aflată în cimitirul din satul Lăpoșel.
În rest, singurul obiectiv din comună inclus în lista monumentelor istorice din județul Prahova ca monument de interes local este situl arheologic din „Poiana lui Roman” (de lângă satul Lapoș), unde s-au găsit urmele unei așezări ce a existat în paleolitic.